# Uladsimir Waltschkou
Uladsimir Waltschkou (belarussisch Уладзімір Валчкоў, oft auch Vladimir Voltchkov geschrieben; * 7. April 1978 in Minsk) ist ein ehemaliger belarussischer Tennisspieler.

## Karriere
Waltschkou begann im Alter von sieben Jahren mit dem Tennisspielen. Als Junior gewann er 1996 das Turnier von Wimbledon mit einem Endspielsieg gegen Ivan Ljubičić; er schloss das Jahr auf Rang 7 der Junioren-Weltrangliste ab. Im Laufe seiner Karriere spielte er häufig auf Challenger- und Futures-Turnieren. Zwischen 1998 und 2007 konnte er bei solchen Turnieren 13 Titel gewinnen. Sein einziges Finale auf der ATP Tour bestritt er 2002 beim Turnier von Taschkent. Im Finale unterlag er Jewgeni Kafelnikow mit 6:7 und 5:7. Anfang 2003 trat er mit Lee Hyung-taik beim Turnier von San José an. Sie erreichten das Finale, in dem sie sich gegen das US-amerikanische Duo Paul Goldstein und Robert Kendrick mit 7:5, 4:6 und 6:3 durchsetzten. Große Erfolge feierte er zudem beim Turnier in Wimbledon, als er dort 2000 im Einzel und 2001 im Doppel jeweils das Halbfinale erreichte.
In der belarussischen Davis-Cup-Mannschaft wurde Waltschkou zwischen 1994 und 2008 insgesamt in 72 Partien eingesetzt, bei denen er 43 Siege errang.

## Erfolge
| Legende                       |
| Grand Slam                    |
| Tennis Masters Cup            |
| ATP Masters Series            |
| ATP International Series Gold |
| ATP International Series      |
| ATP Challenger Tour (13)      |

### Einzel

#### Turniersiege
| Nr. | Datum             | Turnier    | Belag         | Finalgegner       | Ergebnis      |
| --- | ----------------- | ---------- | ------------- | ----------------- | ------------- |
| 1.  | 16. November 1998 | Puebla     | Hartplatz     | Christophe Rochus | 6:3, 6:3      |
| 2.  | 1. Februar 1999   | Hamburg    | Teppich (i)   | Axel Pretzsch     | 4:6, 6:3, 7:6 |
| 3.  | 3. Mai 1999       | Ljubljana  | Sand          | Dinu Pescariu     | 7:5, 6:7, 6:4 |
| 4.  | 8. Mai 2000       | Fargʻona   | Hartplatz     | Igor Kunizyn      | 4:6, 6:0, 6:4 |
| 5.  | 15. Juli 2002     | Manchester | Rasen         | Karol Beck        | 6:4, 7:6      |
| 6.  | 28. Oktober 2002  | Aachen     | Teppich (i)   | Marc Rosset       | 7:6, 6:4      |
| 7.  | 24. Januar 2005   | Wrexham    | Hartplatz (i) | George Bastl      | 4:6, 6:4, 6:3 |
| 8.  | 14. März 2005     | Sarajevo   | Hartplatz (i) | Michal Mertiňák   | 7:6, 6:3      |

#### Finalteilnahmen
| Nr. | Datum             | Turnier   | Belag     | Finalgegner        | Ergebnis |
| --- | ----------------- | --------- | --------- | ------------------ | -------- |
| 1.  | 9. September 2002 | Taschkent | Hartplatz | Jewgeni Kafelnikow | 6:7, 5:7 |

### Doppel

#### Turniersiege

##### ATP Tour
| Nr. | Datum            | Turnier  | Belag         | Partner        | Finalgegner                    | Ergebnis      |
| --- | ---------------- | -------- | ------------- | -------------- | ------------------------------ | ------------- |
| 1.  | 10. Februar 2003 | San José | Hartplatz (i) | Lee Hyung-taik | Paul Goldstein Robert Kendrick | 7:5, 4:6, 6:3 |

##### Challenger Tour
| Nr. | Datum          | Turnier | Belag     | Partner            | Finalgegner                              | Ergebnis      |
| --- | -------------- | ------- | --------- | ------------------ | ---------------------------------------- | ------------- |
| 1.  | 6. Juli 1998   | Bristol | Rasen     | Maks Mirny         | Wayne Arthurs Ben Ellwood                | 6:4, 3:6, 7:6 |
| 2.  | 22. April 2002 | Neapel  | Sand      | Gabriel Trifu      | Leonardo Olguín Martín Vassallo Argüello | 7:5, 7:65     |
| 3.  | 29. April 2002 | Rom     | Sand      | Gabriel Trifu      | Sergio Roitman Andrés Schneiter          | 6:1, 6:2      |
| 4.  | 26. Juli 2004  | Segovia | Hartplatz | Igor Kunizyn       | Daniel Muñoz de la Nava Iván Navarro     | 3:6, 6:3, 6:2 |
| 5.  | 27. Juni 2005  | Cordoba | Hartplatz | Serhij Stachowskyj | Nicolas Mahut Gilles Müller              | 7:5, 5:7, 6:3 |